# Andrzej Alexiewicz

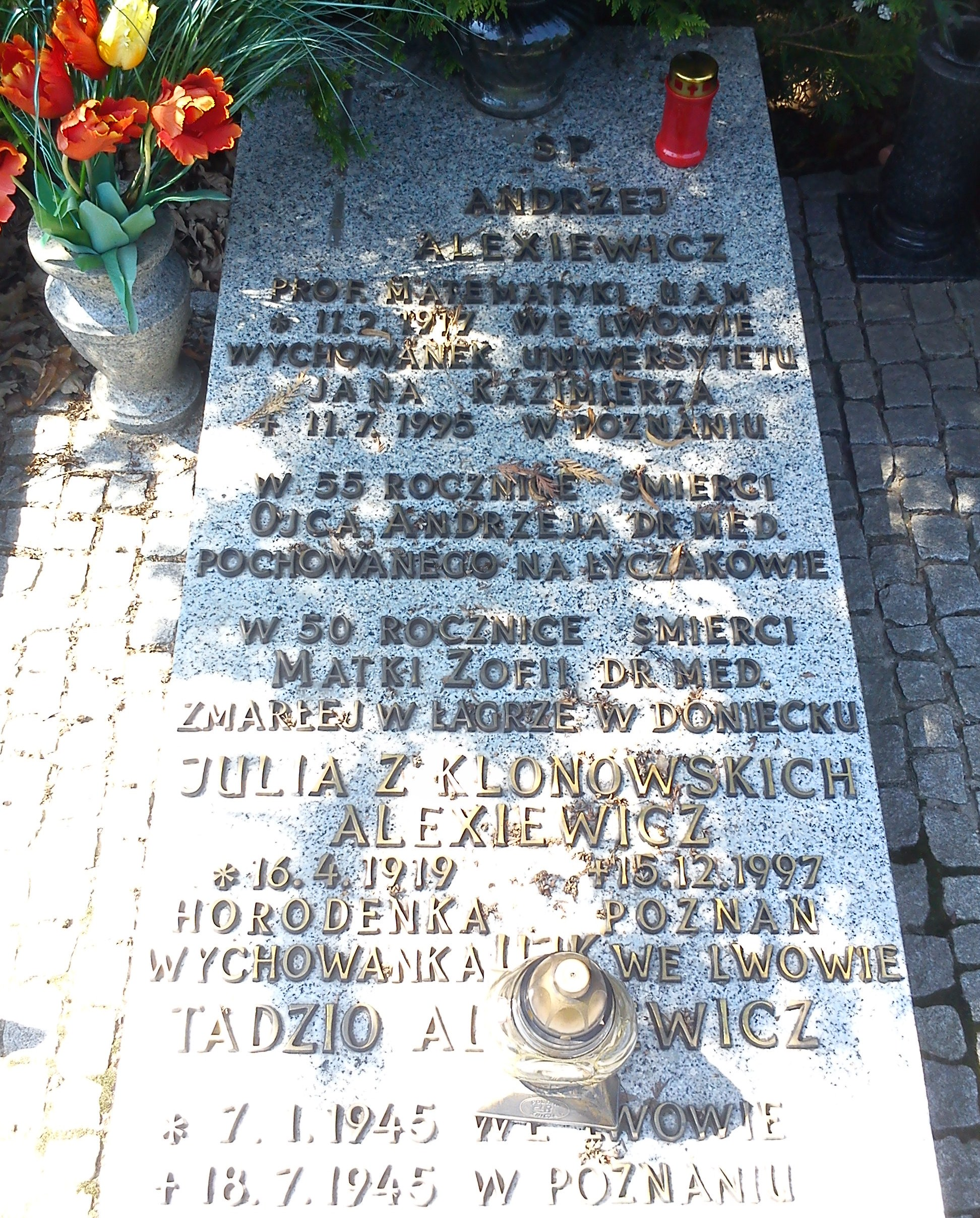
Grób na cmentarzu św. Jana Vianneya

Andrzej Tadeusz Alexiewicz (ur. 11 lutego 1917 we Lwowie, zm. 11 lipca 1995) – polski matematyk, profesor Uniwersytetu im. Adama Mickiewicza, doktor habilitowany, autor publikacji naukowych.

## Życiorys
Pochodził z rodziny lekarskiej – matka Zofia z domu Link była pediatrą, a ojciec Andrzej internistą.
W 1935 ukończył VI Państwowe Gimnazjum im. Stanisława Staszica we Lwowie, po czym podjął studia z zakresu fizyki, a później matematyki na Wydziale Matematyczno-Przyrodniczym Uniwersytetu Jana Kazimierza. W 1940, podczas okupacji sowieckiej Lwowa obronił pracę magisterską pisaną pod kierunkiem Eustachego Żylińskiego. W 1941 został asystentem na Uniwersytecie. Po wkroczeniu do Lwowa wojsk niemieckich wraz z wieloma innymi przedstawicielami polskiej nauki i kultury znalazł schronienie przed represjami okupanta w Instytucie Badań nad Tyfusem Plamistym i Wirusami prof. Rudolfa Weigla. W 1944 u prof. Władysława Orlicza obronił doktorat na Tajnym Uniwersytecie we Lwowie.
W maju 1945 wraz z prof. Orliczem opuścił Lwów udając się do Poznania, gdzie podjął pracę naukową na Uniwersytecie Poznańskim. Na tej uczelni w 1948 roku uzyskał habilitację, w 1953 tytuł profesora nadzwyczajnego i w 1961 zwyczajnego. Był najpierw prodziekanem (1951-54), a później dziekanem (1954-55), Wydziału Matematyczno-Fizyczno-Chemicznego oraz prorektorem UAM (1956-59). Wykładał też gościnnie na uczelniach amerykańskich. Przez 18 lat, do przejścia na emeryturę w 1987 roku piastował stanowisko dyrektora Instytutu Matematyki UAM. Był również prezesem Oddziału Poznańskiego Polskiego Towarzystwa Matematycznego i Oddziału Poznańskiego Towarzystwa Miłośników Lwowa.
W 1952 otrzymał Nagrodę im. Stefana Banacha.
Pochowany na cmentarzu św. Jana Vianneya w Poznaniu.